# Gustave Gilbert
Gustave Mark Gilbert (30 settembre 1911 – 6 febbraio 1977) è stato uno psicologo statunitense noto soprattutto per i suoi scritti contenenti osservazioni sugli alti gerarchi nazisti durante il processo di Norimberga.
Il suo libro del 1950 The Psychology of Dictatorship fu un tentativo di delineare il profilo psicologico di Adolf Hitler utilizzando le testimonianze dei generali e comandanti a questi più vicini. Il lavoro di Gilbert è ancora oggetto di studio in molte università anglosassoni e college, soprattutto nel campo della psicologia.

## Vita e formazione
Gilbert nacque nello stato di New York nel 1911, figlio di immigrati ebrei-austriaci. Vinse una borsa di studio della School for Ethical Culture del College Town Center di New York. Frequentò il City College di New York dove si laureò in tedesco prima di passare alla psicologia. Nel 1939, Gilbert ottenne il dottorato in psicologia presso la Columbia University. 
Durante la seconda guerra mondiale, ricevette il grado di primo tenente. Grazie alla sua conoscenza del tedesco, fu inviato all'estero come traduttore. 

## Processo di Norimberga
Nel 1945, dopo la fine della guerra, Gilbert fu inviato a Norimberga, in Germania, come traduttore per il Tribunale militare internazionale. Gilbert fu nominato psicologo carcerario dei prigionieri tedeschi. Di questa esperienza egli ha lasciato un resoconto ancora oggi ricco di interesse, nei Nuremberg Diary (Diario di Norimberga) mai tradotto in italiano.

## Vita successiva
Nel 1948, come capo psicologo presso il Veterans Hospital di Lyons, NJ, Gilbert curò i reduci della prima e della seconda guerra mondiale che avevano sofferto di esaurimento nervoso.
Nel 1961, quando era presidente del dipartimento di psicologia della Long Island University di Brooklyn, Gilbert fu chiamato a testimoniare nel processo contro Adolf Eichmann a Gerusalemme. Gilbert testimoniò il 29 maggio 1961, descrivendo come sia Ernst Kaltenbrunner che Rudolf Höß avessero cercato, nelle loro conversazioni con lui, di addossarsi reciprocamente la responsabilità dello sterminio degli ebrei. La corte decise di non accettare le analisi psicologiche di Gilbert sui prigionieri di Norimberga come parte della sua testimonianza.
Gilbert morì il 6 febbraio 1977.

## Opere selezionate
- (1947). Diari di Norimberga. Farrar, Straus and Company: New York.
- (1948). "Hermann Göring: Amiable Psychopath". Journal of Abnormal and Social Psychology, 43, 211–229.
- (1950). The Psychology of Dictatorship: Based on an Examination of the Leaders of Nazi Germany. New York: The Ronald Press Company.
- (1951). "Stereotype persistence and change among college students". Journal of Abnormal and Social Psychology, 46, 245–254.